# 心の旅路 (テレビドラマ)
『心の旅路』（こころのたびじ）は、1975年11月4日から1976年1月27日まで日本テレビ系列の『火曜劇場』（毎週火曜22:00 - 22:54）の枠で放送されたテレビドラマ。全13回。

## 概要・内容
ジェームズ・ヒルトン作の同名の小説『心の旅路』（1941年出版、原題: Random Harvest）を山田信夫が脚色して仕上げたテレビドラマ。舞台設定を1960年頃の秋田県に置き換えている。
36歳の岡島紀子は東京に出てOLとして勤務していたが、愛に悩み傷付いて、死を決して故郷の田沢湖町へ帰る途中、角館駅で列車待ちをしていた。紀子は角館駅前の雑貨屋で睡眠薬を買い求めていたがちょうどその時、林和雄と名乗る男性と出会う。精神病院を抜け出して来たという。その時の男性は何かに怯えたような感じでぎこちないような態度だったが、それを見た雑貨屋の主人が精神病院へ連絡しているのを紀子が見かけ、男性に「早く逃げなさい」と告げたが、男性は紀子の後を追って同じ列車に乗り込んだ。男性は林和雄として殺人容疑で追われていた…。
実は男性の本名は村沢武彦。飛行機事故で記憶を喪失していた。林和雄としてのままで、紀子とそのまま結婚し二人での生活を送っていたが、ある日乗っていたタクシーが衝突したショックで無くしていた記憶がよみがえり、同時に林和雄としての自分と紀子との記憶を無くした。後に武彦は大東商事社長となり、紀子はその社長秘書となって再び武彦の傍に付くようになる。そんな時、武彦は浅川産業社長令嬢・浅川真弓との結婚話に心が揺れ動く…。
当時駅舎建て替え前だった角館駅でロケを行ったため、駅舎取り壊しを1日延期させたという。また、村沢邸のセットには宮内庁の払い下げ品や旧財閥の使用していた品など、高価な物を小道具に使用していたという。
なお、本作は『女の旅路シリーズ』第一作とされており、これより同じ佐久間良子主演による同シリーズが『さすらいの旅路』『帰らざる旅路』と続いていく。

## キャスト
- 岡島紀子：佐久間良子
- 村沢武彦（林和雄）：江守徹
- 篠崎（精神科医）：北村和夫
- 道代：佐藤友美
- 村沢剛：志村喬 - 武彦の父で、大東商事会長
- 村沢京子：鮎川いずみ - 村沢家の末娘
- 村沢義則：入川保則 - 村沢家の婿養子
- 村沢章子：馬渕晴子 - 武彦の姉
- 江崎：小栗一也 - 村沢家の執事
- 浅川謙三：河村弘二 - 浅川産業社長
- 浅川真弓：中田喜子 - 浅川謙三の娘
- 津上：永井秀和 - 真弓の恋人
- 速水刑事：勝部演之
- 賀原夏子
- 伊藤敏孝
- 島かおり

## スタッフ
- 原作：ジェームズ・ヒルトン『心の旅路』
- プロデューサー：川原康彦
- 脚本：山田信夫、重森孝子
- 演出：嶋村正敏（第1話～第5話、第10話～第13話）、佐光千尋（第6話～第9話）
- 制作：日本テレビ

## 主題歌
- 『愛ふたたび』 歌：竹野美千代 （作詞：山口洋子、作曲：Marc Lumbroso、Jean Geral、編曲：高田弘）
- 挿入歌：『心の旅路』 （作詞：山口洋子、作曲：北原じゅん、編曲：高田弘）